# ТВ-3
«ТВ-3» — общероссийский федеральный телеканал, специализирующийся на художественных и документальных фильмах и сериалах преимущественно мистического характера.

## История
Учредителями телеканала «ТВ-3» являлись мэрия Санкт-Петербурга (регистрация 14 октября 1993 года), ВГТРК, ГТРК «Петербург — Пятый канал», Радиотелевизионный передающий центр и английская компания Independent Network Television Holding Ltd (INTH). Первоначальное юридическое лицо телеканала (в первый год существования также и эфирное название) — ЗАО «Телеканал 27» — было так названо по номеру частоты телеканала в Санкт-Петербурге. В части источников и печатных телепрограммах до конца 2000-х годов канал именовался как «ТВ-3 Россия».
- 1994 год — в июне телеканал начинает свою работу в Санкт-Петербурге. Уже в июне того же года выходит в эфир с собственной продукцией. Первое время на этом телеканале показывались различные кинофильмы, документальные фильмы, аналитическая программа «Дом Советов», а также документальный сериал «Искусство рисовать»[8]. Название «ТВ-3» впервые появилось в эфире летом 1995 года[9].
- 1996 год — в период проведения Олимпийских игр в Атланте на «ТВ-3» транслировались программы специализированного спортивного канала «Метеор-Спорт» производства «РТР-Телесеть» (в Москве его транслировали на 35 ТВК на месте будущего канала ТНТ)[10][11]. Осенью 1996 года канал ТВ-3 транслировался в Туле местным кабельным оператором СКТВ «Орбита». Вещание «ТВ-3» в изначальном формате прекратилось в августе 1997 года[12].
- 1997 год — руководителем телеканала становится американец Тимоти МакДональд. С ноября 1997 по июль 1998 года телеканал ретранслирует в Санкт-Петербурге программы ТВ-6[13][14].
- 1998 год — с 1 августа телеканал перезапускается в новом формате: основой сетки становится кинопоказ[15][16][17]. Телеканал придерживался концепции развлекательного телевидения без чернухи[18], транслируя исключительно кинофильмы советского, российского и зарубежного производства[19][20] (в том числе и малобюджетные)[21][22], разбавлявшиеся коммерческими программами[23]. С 2000 по 2007 год по будням утром выходила религиозная программа «Победоносный голос верующего»[24][25], по выходным показывались похожие передачи «Благая весть», «Прикосновение», «Жизнь в слове» и «Жизнь, полная радости». Вещание осуществляется на технической базе закрывшегося «51 телеканала» (Санкт-Петербург). В октябре зрителями обновлённого «ТВ-3» становятся москвичи[13]. Помимо вещания в двух столицах на тот момент телекомпания обладала лицензиями на работу ещё в 8 крупнейших городах России. С самого начала приоритетной целью телекомпании было расширение территории вещания на все основные города России, представляющие наибольший интерес для рекламодателей.
- 2000 год — приобретены станции в Саратове («9 канал») и Воронеже («Воронежская телевизионная звезда»), к тому моменту INTH являлась собственником региональной компании в Челябинске («Даше»). Началось вещание через спутник «Ямал 100».
- 2001 год — открытие центрального офиса компании в Москве на ул. Академика Королёва, 4, к. 4[26]. Начинается полноценное вещание в Туле. Приобретение станции в Омске («Агава»)[27][28].
- 2002 год — приобретение станции во Владивостоке, Краснодаре, Новосибирске, Ростове-на-Дону, Нижнем Новгороде («Ника-ТВ»), а также установление партнёрских отношений с региональными телеканалами в крупнейших городах России. С этого года началось общероссийское сетевое вещание. С апреля 2002 года в рекламных блоках канала стали появляться первые крупные рекламодатели[29].
- С 2002 по 2007 год существовали три версии телеканала (общефедеральная, петербургская и московская), сетки вещания которых имели некоторые различия в плане как показываемых рекламных блоков, так и показываемых передач[30][31][32][33], на которых отображался логотип, отличавшийся от общефедерального в размере и шрифте названия.
- 2003 год — присоединение к сети вещания крупнейших каналов в городах: Красноярск, Ижевск, Рязань, Оренбург, Липецк, Владимир, Тамбов, Орёл, Абакан, Армавир, Курск и Анапа.

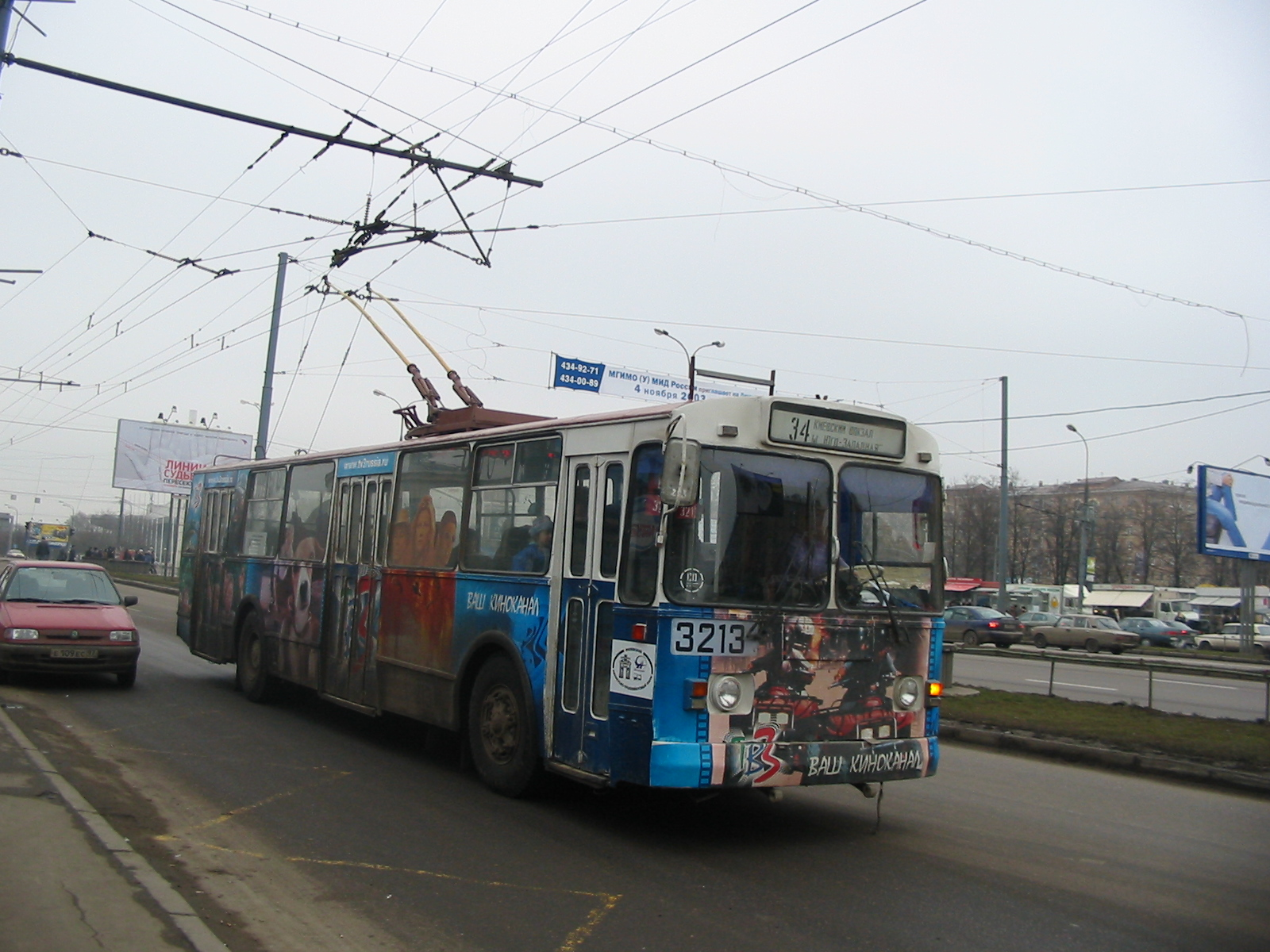
Реклама телеканала ТВ-3 на троллейбусе в Москве (ноябрь 2003 года)

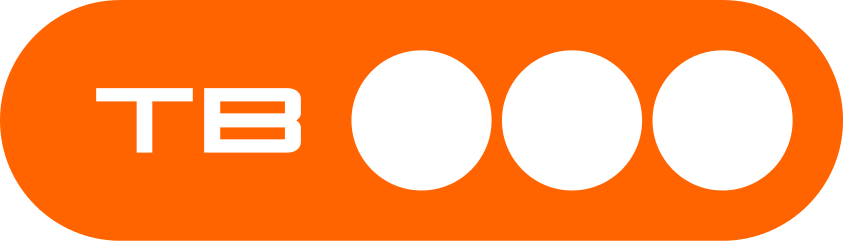
Логотип телеканала ТВ-3 (2004—2008)

- 2004 год — 25 сентября канал изменил заставки и логотип с вертикальным овалом с тремя кружками и с оранжевым цветом.
- 2005 год — начало поясного вещания телеканала: с апреля — на часовой пояс МСК+3, с ноября — на часовой пояс МСК+7[34].
- 2006 год — приобретение региональных станций в Барнауле, Волгограде, Иркутске, Кемерове, Перми, Ставрополе, Твери и Уфе у «Региональной медиагруппы»[35]. 14 августа перешёл на круглосуточное вещание[36], а осенью того же года телеканал был приобретён холдингом Владимира Потанина «Проф-Медиа»[37].
- 2007 год — началось производство программ по заказу телеканала[38][39][40].
- 2008 год — телеканал был перепрофилирован, его позиционирование изменилось, произведён выбор перспективной для развития ниши с фокусировкой на трёх ключевых жанрах: фантастика, мистика, приключения[41]. Разработана новая концепция телеканала: «Настоящий мистический»[42]. Голосом телеканала становится Александр Шаронов. В том же году телеканал переехал в здание бизнес-центра «Даниловские мануфактуры»[43].

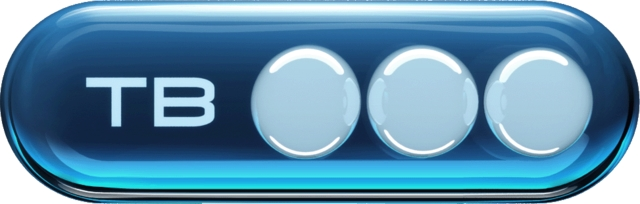
Логотип телеканала (2008—2011)

- 2009 год — изменилось юридическое лицо телеканала с изначального ЗАО «Телеканал 27» на нынешнее ООО «Телеканал ТВ3»[44].
- 2011 год — в апреле телеканал сменил концепцию, заставки и слоган на «Удивительный», 15 августа — сменил логотип[45][46][47].
- сентябрь 2012 года — телеканал модернизировал логотип и изменил эфирное оформление[48].
- Телеканал претендовал на включение во второй мультиплекс цифрового телевидения России[49], однако он в официальный список не попал. Также не попали и остальные каналы холдинга «Проф-Медиа». 18 декабря 2013 года канал вновь претендовал на включение во второй мультиплекс, и выиграл место на пятую позицию в мультиплексе[50].
- февраль 2014 года — телеканал, наряду с телеканалами «НТВ», «ТНТ», «Пятница!» и «2x2», стал частью холдинга «Газпром-Медиа» после приобретения холдингом 100 % акций «Проф-Медиа»[51].
- март 2014 года — телеканал заключил первую сделку по продаже оригинального формата на зарубежный рынок. Права на адаптацию шоу фокусников «Удиви меня» приобрел продюсер, создатель шоу The Biggest Loser и восьмикратный обладатель Emmy Awards Рики Киршнер[52].
- март 2015 года — телеканал становится частью субхолдинга «Газпром-медиа Развлекательное Телевидение» (ГПМ РТВ), его офис стал располагаться в здании бизнес-центра «Diamond Hall», вместе со штаб-квартирами телеканалов «ТНТ», «2x2» и «Пятница!»[53].
- 1 ноября 2015 года «ТВ-3» представил новый логотип, графическое оформление и слоган — «Всё, кроме обычного»[54].

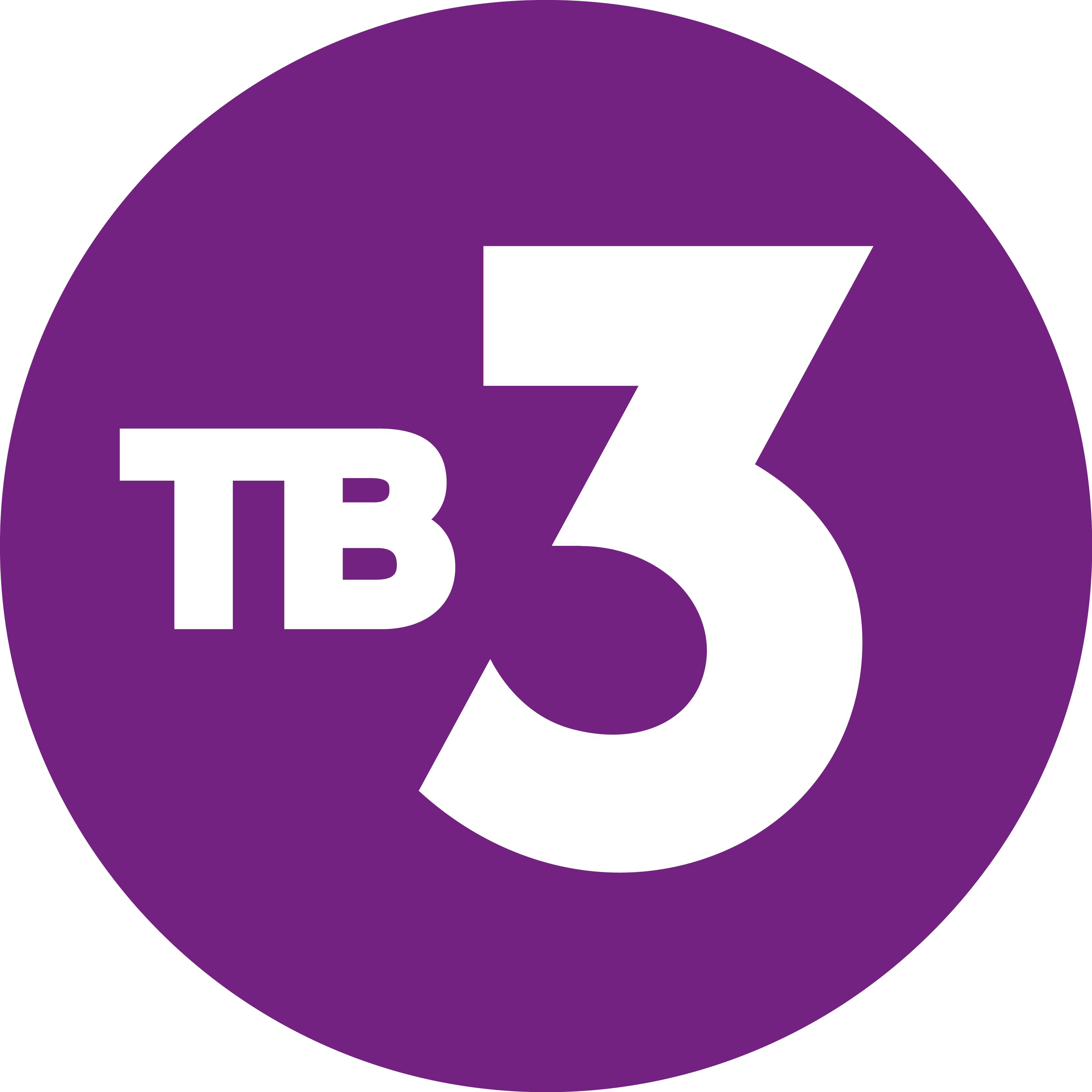
Логотип телеканала ТВ-3 (2015—2023)

- 26 января 2016 года на «ТВ-3» состоялась российская премьера десятого, а 4 января 2018 года — одиннадцатого сезона культового американского телесериала «Секретные материалы»[55].
- 10 ноября 2017 года на ТВ-3 состоялась премьера второго сезона сериала «Чернобыль. Зона отчуждения».
- 17 октября 2018 года телеканал перешёл на вещание в формате 16:9[56].
- 21 мая 2019 года[источник не указан 2263 дня] со спутника «ABS-2A» (позиция 75° в. д.) начала вещание международная версия телеканала «ТВ-3» — «ТВ-3 International»[57].
- 1 сентября 2023 года телеканал в 12-й раз сменил логотип и оформление[58], а позже канал получает и версию HD.
- 4 марта 2024 года на ТВ-3 вышел первый выпуск новостей. Ведущими стали Даниил Косинец, Маргарита Юргенсон, Валерия Гавриловская, Владислав Назариков, Полина Брабец, Денис Капля, Анастасия Махина, Анатолий Майоров, Артём Колодкин и Георгий Штанов. Выпуски новостей выходят в эфир в 8:30, 15:00, 18:00 и 23:00 (до 25 января 2025 года — 22:15)[59]. Спустя несколько месяцев в эфире телеканала появилась воскресная аналитическая программа «Итоги с Малькевичем»[60]. Обе программы были закрыты после окончания телесезона 2024/2025.

## Слоганы
- «Ваш киноканал» (29 сентября 2003 — 24 сентября 2004)[61]
- «Фантастика. Мистика. Приключения» (3 сентября 2007 — 27 января 2008)[62]
- «Настоящий мистический» (28 января 2008 — 20 марта 2011)[63]
- «Настоящий ОПТИмистический» (21 марта — 14 апреля 2011)
- «Удивительный ТВ-3» (15 апреля 2011 — 31 августа 2012)[64]
- «Белая магия помогает на ТВ-3» (1 сентября 2012 — 18 августа 2013)
- «Все грани реальности» (19 августа 2013 — 19 октября 2014)
- «Все грани праздника» (23 декабря 2013 — 16 марта 2014)
- «Золотая коллекция мистики» (20 октября 2014 — 31 октября 2015)
- «Всё, кроме обычного» (1 ноября 2015 — 31 августа 2018, 1 марта — 31 августа 2023)
- «Включи воображение, включи ТВ-3» (1 сентября 2018 — 28 февраля 2023)[65]
- «Нет форматов, нет границ» (декабрь 2018 — январь 2019)
- «Осенью на ТВ-3, с неба сыпятся деньги» (осень 2020)
- «Лето внутри» (лето 2021)
- «Сверхъестественно-хорошего Нового года!» (декабрь 2021 — январь 2022)
- «Волшебная зима» (февраль 2022)
- «Этой весной, какой ТВ-3 твой?» (1 марта — 10 апреля 2022)
- «Истории, которые вдохновляют» (с 16 января 2025 года)

## Архивные программы
- «13 знаков зодиака» (2012)
- «Азбука здоровья с Геннадием Малаховым» (2016)
- «Альтернативная история» (2011)
- «Анималия» (2005)
- «Апокалипсис» (ранее — «Тайные знаки») (2008—2012)
- «Астропрогноз» (2008)
- «Большая стирка» — повторы старых выпусков развлекательного ток-шоу с Андреем Малаховым (2004—2005)
- «Благая весть» (2000—2004)[66]
- «Большая выгода» (2005)
- «Большой Куш» (2008)
- «Быть или не быть» (2017)
- «Ванга. Испытание даром» (2011)
- «Вернувшиеся из рабства» (2022, специальный проект)
- «Вкусно с Ляйсан» (2023—2024)
- «Винт — музыка здоровья» (2004)
- «Виртуальные миры» (2006)
- «Возьмите всё!» (2008)
- «Волшебные грядки» (2022)
- «Время — деньги» (2002)
- «Всё в твоих руках» (2021)
- «Всё, кроме обычного» (2018)
- «Всё по фэн-шую» (2013)
- «Вспомнить всё» (2012)
- «Вы поёте великолепно» (2023)
- «Городские легенды» (2007—2013)
- «Громкие дела» (2014—2015)
- «Далеко и ещё дальше с Михаилом Кожуховым» (2010)
- «Дамские штучки» (2002—2004)
- «Два пути к успеху» (2023)
- «Действо с лицом» (1999)
- «Дело техники» (2006—2007)
- «Деньги утром» (2006—2007)
- «Дневник экстрасенса» (2016—2019)
- «Дневник экстрасенса c Дарией Воскобоевой» (2018)
- «Дневник экстрасенса с Фатимой Хадуевой» (2016—2017)
- «Дневник экстрасенса с Татьяной Лариной» (2016—2019)
- «Добрый день с Валерией» (2021)
- «Дом живых историй» (2006)
- «Дом исполнения желаний» с Еленой Блиновской (2022)
- «Домашний доктор» (2005—2006)
- «Домашний ресторан» (2010)
- «Дороже денег» (2023)
- «Другое кино» (2006—2008)
- «Европейский покерный тур» (2010—2015)
- «Если хочешь быть здоров» (2001—2006)[67]
- «Жизнь, полная радости» (2004—2007)
- «Жизнь в слове» (2000—2004)
- «Жизнь как чудо» (2013)[68]
- «ЖСТ-недвижиость»
- «Загадки истории» (2012—2014)
- «Звёзды и мистика с Константином Крюковым» (2012)
- «Звёзды. Тайны. Судьбы» (2013)
- «Знаки судьбы» (2017—2022)
- «Знания и эмоции» (2018)
- «Знахарки» (2013)
- «Иди и смотри» (2005)
- «Интервью» (2019)
- «Искусство кино» (2018)
- «Исповедь экстрасенса» (2016)
- «Итоги с Малькевичем» (2024—2025)
- «Как научиться зарабатывать деньги?» (2002—2003)
- «Как это сделано» (2010—2011)
- «Канал Купи» (2001—2005)
- «Капитал» (1998—2000)
- «Караоке на Арбате» (2000—2001)
- «Караоке-шоу» (2000)
- «Киноmoneyя» (2006—2007)
- «Кинотеатр Arzamas» (2018)
- «Китайский гороскоп» (2013)
- «Клуб ДЮ» (2000)
- «Клуб ДЮ в Стар Гэлакси» (2002)
- «Клуб „Здоровая семья“» (1999—2001)
- «Клубный патруль» (2002—2006)
- «Колдуны мира» (2013)
- «Комаровский против коронавируса» (2020)
- «Комната страха» (2008—2011)
- «Котелок» (2005)
- «Круг соиздателей» (2004—2005)
- «Культ наличности» (2007—2008)
- «Курьер» (2005—2006)
- «Ле Монти. Style» (2002)
- «Лилиана: энергия добра» (2002—2004)
- «Лучшие целители» (2002)
- «Лучший друг человека» (2023)
- «Лучший пёс» (2020)
- «Любовная магия» (2021—2023)
- «Любовь по звёздам» (2012—2013)
- «Магия еды» (2013)
- «Магия красоты» (2013)
- «Магия чисел» (тиражи лотереи «Бинго 75») (2018)
- «Мама Russia» (2019)
- «Машина времени» (2017)
- «Медицинское обозрение» (2006—2007)
- «Места силы» (2015—2016)
- «Миллион на мечту» (2020)
- «Мир недвижимости» (2006—2007)
- «Мистические встречи с Лилианой» (2002)
- «Мистика звёзд» (2007—2008)
- «Мистические истории с Виктором Вержбицким» (2012—2018)
- «Моя семья» (повторы, 2004—2005)
- «Наследники и самозванцы» с Ляйсан Утяшевой (2022)
- «Научите меня жить» (2011)
- «Не ври мне!» (2016—2019, повторы)
- «Не всё сразу» (2002—2003)
- «Независимые» (2023)
- «Новинки по утрам» (2001)
- «Новогодние чудеса» (2016)
- «Новости» (2024—2025)
- «Новости в 23:00» (2001)[17][23]
- «Непознанное» (2001—2002)
- «Неприкосновенный запас» (2002—2004)
- «Ночные шалости» (2002—2006)
- «Одиссей» (2002—2004)
- «О здоровье: Понарошку и всерьёз» (2017)
- «Океан здоровья представляет» (2002)
- «Окно в мир» (2003—2005)[69]
- «Охлобыстины» (2019)
- «Охотник за привидениями» (2021)
- «Отдых с турфирмой „Нева“» (2001)
- «Офф-роад-клуб» (2002)
- «Очевидцы» (2018—2019)
- «Очень странные дела» (2018)
- «Параллельный мир» (2012—2014)
- «Пара нормальных новостей» (2011)
- «Перевал Дятлова: охотники за правдой» (2020) — выпущен на YouTube-канале телеканала
- «Петербургский курьер» (2003—2004, Санкт-Петербург)
- «Победоносный голос верующего» (2000—2007)[70]
- «Покер после полуночи» / «Покер-дуэль» / «Покер Старз» (2009—2014)
- «Полный порядок» (2018)
- «Погоня за вкусом» (2017)
- «Последнее шоу на Земле» (2012)
- «Потрясающие каскадёрские трюки» (2004—2005)
- «Похудение без запретов» (2007)
- «Приёмный покой Ланьковых» (2003—2005)
- «Прикосновение. InTouch» (1998—2002)
- «Проблемы и решения» (2002)
- «Про кино» (2006)
- «Продавцы страха» (2007—2008)
- «Психосоматика. Другая медицина» (2014)
- «Путешествие за здоровьем» (2001)
- «Пятый элемент» (2003)
- «Растительная жизнь» — повторы старых выпусков программы с Павлом Лобковым (июнь-август 2007)
- «Регион» (2006—2007)
- «Рецепты судьбы» (2007)
- «Рисуем сказки» (2020—2021)
- «Самозванец» (2023) — совместный проект с Rutube
- «Самые загадочные происшествия» (2022)
- «С благодарностью госпоже Любе» (2000—2006)
- «Сверхъестественный отбор» (2017)
- «Свет и тень» (2005—2007)
- «Святые» (2010—2012, 2024)
- «Секреты» (2020—2022)
- «Секреты долголетия» (2002—2005)
- «Секреты здоровья» (2023)
- «Секс-мистика» (2014)
- «Семейный приговор с Геннадием Хазановым» (2011)
- «Синие страницы. Ночной разговор с Алексеем Лушниковым» (2004—2006, Санкт-Петербург)[32]
- «Сигнал бедствия» (2008)
- «Сидим дома со звёздами» (2020)
- «Скажи мне правду» (2019)
- «Смерти нет» (2015)
- «Сны» (2015)
- «Совет на здоровье с Геннадием Малаховым» (2017)
- «Спросите доктора Комаровского» (2017)
- «Суперженщина» (2023)
- «Счастье есть» (1999)
- «Табу» (2019)
- «Тайны» (2007)
- «Тайны правителей» (2011)
- «Тайные знаки с Олегом Девотченко» (2015—2016)
- «ТВ-3 ведёт расследование» (2013)
- «ТВ-мир» (2000)
- «ТВ-ЧАТ Infon» (2003—2005)
- «Телеадвокат» (2002—2003)
- «Телемагазин» (1998—2005, в рекламных перерывах)[71]
- «Технологии будущего» (2010—2011)
- «Третий глаз» (1999—2003)
- «Толкователь снов» (2023)
- «Торговые ряды Петербурга»
- «Удиви меня» (2011—2012)
- «Удивительное утро» (2014)
- «Уиджи» (2021)
- «У моего ребёнка шестое чувство» (2012—2013)
- «Упс!» (2007—2008)[72]
- «Урожайная грядка» (2002—2004)
- «Успеть за 23 минуты» (2007—2008)
- «Утренние гадания» (2022—2023)
- «Флот России» (2001)
- «Формула здоровья» (2002—2003)
- «Хорошие новости с Василисой Володиной» (2023—2024)
- «Хорошие новости с Натальей Васиной» (2024)
- «Цветущий сад» (2003—2004)
- «Центр психологии „Лик“» (2004—2006)
- «Человек-невидимка» (2013—2018, 2024)
- «Чудо» (2018)
- «Шансон ТВ-Клуб» (2003)
- «Шерлоки» (2018)
- «Школа доктора Комаровского» (2014—2017, повторы)
- «Экстрасенсы. Битва сильнейших» (2022, повторы с ТНТ)
- «Экстрасенсы против учёных» (2011)
- «Это реальная история» (2018—2019)
- «Relaks» (2006—2010)
- «Sex Shop» (2002)
- «X-версии. Другие новости» (2012—2016)
- «X-версии. Колдуны мира» (2014)

## Архивные телесериалы

### Российские телесериалы
- «Азазель»
- «Бальзаковский возраст, или Все мужики сво...»
- «Воровка»
- «Глухарь»
- «Граница. Таёжный роман»
- «День рождения Буржуя»
- «Доктор Тырса»
- «Закрытая школа»
- «И снова здравствуйте!»
- «Измены»
- «Козленок в молоке»
- «Леди Бомж»
- «Леди Босс»
- «Леди Мэр»
- «Лесник»
- «Летучий отряд»
- «Мажор»
- «Мастер и Маргарита»
- «Озабоченные, или Любовь зла»
- «Осторожно, модерн!»
- «Пасечник»
- «Прииск»
- «Сезон охоты»
- «Сладкая жизнь»
- «Удачи тебе, сыщик»
- «Условия контракта»
- «Чёрный ворон»
- «Юрики»

### Собственное производство
- «Последний бронепоезд» (2007)
- «Моя любимая ведьма» (2008) — адаптация американского сериала «Моя жена меня приворожила»
- «Дежурный ангел» (2010—2012)
- «Куклы колдуна» (2010)
- «Башня» (2010—2012)
- «Здесь кто-то есть…» (2010—2011) — адаптация испанского сериала «Кто-нибудь там есть?» / Hay alguien ahí
- «Мужчина во мне» (2011) — адаптация колумбийского сериала «Бывшая» / La Ex
- «Навигатор» (2011)
- «Часы любви» (2011)
- «Купидон» (2011) — адаптация аргентинского сериала «Купидон: Дело любви» / Cupido: El Negocio del Amor
- «Карамель» (2011)
- «Я отменяю смерть» (2012) — адаптация американского сериала «Вернуть из мёртвых»
- «Твой мир» (2012)
- «Пятая стража» (2013—2016)
- «Экстрасенсы-детективы» (2013)
- «Тёмные лабиринты прошлого» (2013)
- «Гнездо Кочета» (2013)
- «13» (2014)
- «Чтец» (2015) — адаптация американского сериала «Обмани меня»
- «Иные» (2015) — адаптация американского сериала «4400»
- «Сны» (2016)
- «Анна-детективъ» (2016) — первый сезон
- «Неизвестный» (2017)
- «Чернобыль. Зона отчуждения» (2017) — второй сезон
- «Обычная женщина» (2018) — первый сезон
- «Гоголь» (телеверсия кинофильмов, 2019)
- «Сенсор» (2019)
- «Призраки прошлого» (2019)
- «Как выйти замуж. Инструкция» (2019)
- «Двойник» (2019)
- «Учителя» (2019)
- «Агентство О.К.О.» (2020)
- «Эпидемия» (2020)
- «Аванпост» (2020)
- «Фантом» (2020)
- «Мёртвое озеро» (2020)
- «Клик» (2020) — выпущен в сообществе телеканала во ВКонтакте
- «Охотник за призраками (Документалист)» (2021)
- «Историк» (2021—2023)
- «Инсомния» (2021)
- «Любовная магия» (2021)
- «Второе зрение» (2022) — второй сезон
- «Без правил» (2022)
- «Пробуждение» (2022)
- «Дурная кровь» (2023)
- «СуперИвановы» (2023)
- «Стой, не то мама будет гадать!» (2023)
- «Лиса» (2024)
- «Нерождённая» (2024)
- «Украденная красота» (2024)

- «Сигма» (в производстве)
- «Стой не то, Мама будет гадать- 2!» (в производстве)
- «СуперИвановы - 2» (64 серий) (в производстве)
- «Зорро» (в производстве)

### Зарубежные телесериалы
- «4исла»
- «C.S.I.: Место преступления»
- «Аврора»
- «Алькатрас»
- «Альф»
- «Ангар 13»
- «Ангел»
- «Андромеда»
- «Байки из склепа»
- «Баффи — истребительница вампиров»
- «Белая королева»
- «Белый воротничок»
- «Бессмертный[англ.]»
- «Бессмертный» («Новый Амстердам»)
- «Бессмертный. Романтическое заклятие»
- «Библиотекари»
- «Биобаба»
- «Блудный сын».
- «В поле зрения»
- «Вавилон-5»
- «Вперёд, в прошлое!»
- «Вечное лето»
- «Вечность»
- «Викинги»
- «Воздействие»
- «Выжившие»
- «Гавайи 5-0»
- «Говорящая с призраками»
- «Горец»
- «Грань»
- «Гримм»
- «Гудини»
- «Демоны Да Винчи»
- «Детектив Монк»
- «Доктор Хэрроу»
- «Дороги любви»
- «Досье Дрездена»
- «Другие»
- «Дубль два»
- «Её звали Никита»
- «Женская доля»
- «За гранью возможного»
- «Засланец из космоса»
- «Звёздные врата»
- «Звездные врата: Атлантида»
- «Зена — королева воинов»
- «Зоо-апокалипсис»
- «Зорро» (телесериал, 2023)
- «Иллюзионист»
- «Императрица Ки»
- «Искатель»
- «История девятихвостого лиса»
- «История любви»
- «Касл»
- «Клан вампиров»
- «Клинок ведьм»
- «Комната смеха»
- «Кости»
- «Крадущийся в ночи»
- «Крузо»
- «Кукольный дом»
- «Легенда синего моря»
- «Лето нашей тайны»
- «Люцифер»
- «Медиум»
- «Менталист»
- «Мерлин»
- «Мёртвые, как я»
- «Миледи»
- «Мистер Ошибка»
- «Мурашки»
- «Мутанты Икс»
- «Напарницы»
- «Настоящая кровь»
- «Нашествие»
- «Нейродетектив»
- «Никита»
- «Новые приключения Лесси»
- «Новый Амстердам»
- «Новый день»
- «Ночной администратор»
- «Обмани меня»
- «Одиссея 5»
- «Однажды в сказке»
- «Остаться в живых»
- «Остров фантазий»
- «Остров Харпера».
- «Охотники за нечистью»
- «Охотники за чужими»
- «Параллельные миры»
- «Парк авеню, 666»
- «Пауэр Рейнджерс, или Могучие рейнджеры»
- «Пляжный коп»
- «Полнолуние»
- «Помнить всё»
- «Последователи»
- «Постучись в мою дверь»
- «Притворщик»
- «Пси-фактор»
- «Ранняя пташка»
- «Сверхъестественное»
- «Светлячок: Звёздная одиссея»
- «Святой дозор[англ.]»
- «Секретные материалы»
- «Секретные материалы Стрейнджа»
- «Семья Сопрано»
- «Синдбад»
- «Скорпион»
- «Следствие по телу»
- «Собиратель душ»
- «Собиратель костей»
- «Событие»
- «Таинственные пути[англ.]»
- «Тайны Хейвена»
- «Тайный круг»
- «Твин Пикс»
- «Тихие воды»
- «Томми-оборотень»
- «Третья планета от Солнца»
- «Третья смена»
- «Три судьбы»
- «Тринадцатый»
- «Убийцы Лунного озера»
- «Удивительные странствия Геракла»
- «Хороший доктор»
- «Хэппи»
- «Час „Ноль“»
- «Человек моря»
- «Человек-невидимка»
- «Чёрная метка»
- «Чёрный список»
- «Чудеса.com[англ.]»
- «Чужестранка»
- «Швабра»
- «Шпионка»
- «Эйнштейн»
- «Элементарно»
- «Ясновидец»

### Мультсериалы
В 2002—2012 годах каждый день на «ТВ-3» транслировался утренний блок зарубежных мультсериалов. Изначально он включал в себя сериалы, озвученные по заказу телеканала на студии «Селена Интернешнл». С сентября 2007 по май 2009 года в блоке транслировались только сериалы Fox Kids/Jetix, в том числе и выходившие на «РЕН ТВ». Впоследствии блок стал состоять преимущественно из мультсериалов, ранее транслировавшихся на СТС и Cartoon Network.
- «Аргай»
- «Бакуган»
- «Бетховен»
- «Бешеный Джек Пират»
- «Братц»
- «Бэтмен будущего»
- «Вуншпунш»
- «Гаджет и Гаджетины»
- «Гарфилд и его друзья»
- «Генератор Рекс»
- «Годзилла»
- «Гормити»
- «Джимми — суперчервяк»
- «Друзья ангелов»
- «Жизнь с Луи»
- «Звёздные войны: Войны клонов» (1—4 сезоны)
- «Звёздный десант: Хроники»
- «Икс-утки[фр.]»
- «Инопланетяне»
- «Капитан Симиам и космические обезьяны»
- «Каспер»
- «Космические ковбои»
- «Космические спасатели лейтенанта Марша»
- «Кот по имени Ик»
- «Крокодилы спешат на помощь»
- «Кураж — трусливый пёс»
- «Леди Баг и Супер-Кот»
- «Лига справедливости»
- «Люди Икс»
- «М. А. С. К. А.»
- «Мир Бобби»
- «Мистер Бамп»
- «Мумии возвращаются»
- «Мэри-Кейт и Эшли — суперагенты»
- «Огги и тараканы»
- «Озорные анимашки»
- «Отель Зомби»
- «Отчаянные бойцы Бакуган»
- «Охотники за привидениями»
- «Пинки и Брейн»
- «Пинки, Элмайра и Брейн»
- «Ползучее войско»
- «Приключения Марко и Джины»
- «Приключения мультяшек»
- «Рекс»
- «Рори — гоночная тачка»
- «Сабрина — маленькая ведьма»
- «Секретные материалы псов-шпионов»
- «Секреты Сабрины»
- «Семейство Сатурдей»
- «Сильвестр и Твити»
- «Сказки Альфа»
- «Тик-герой»
- «Том и Джерри. Детские годы»
- «Тройное зет»
- «Тунималсы»
- «Уолтер Мелон»
- «Ураганчики»
- «Ферма чудища»
- «Флинт — детектив во времени»
- «Фостер: Дом для друзей из мира фантазий»
- «Фриказоид!»
- «Человек-паук»
- «Черепашки-ниндзя»
- «Что с Энди?»
- «Чуды-юды в лавке»
- «Шаман Кинг»
- «Шкодливый пёс»
- «Школа жутиков»
- «Эволюция»
- «Юху и его друзья»
- «Я — горностай»

В дальнейшем на телеканале транслировались и отечественные мультсериалы:
- «Лео и Тиг»
- «Приключения Лунтика и его друзей»
- «Сказочный патруль»

Помимо этого, с 21 августа 2004 года, каждое утро с 6:00 (время конца показа: до 8:30 в будние дни и до 8:00/8:30 в выходные) на телеканале транслируются разные советские мультфильмы производства киностудии «Союзмультфильм», ТО «Экран» и киностудий бывшего СССР. Бо́льшую часть утреннего эфира занимают мультфильмы производства киностудии «Союзмультфильм». В 2016—2021 годах в первый день Нового года с утра до вечера весь день транслировались лучшие отечественные мультфильмы. С 10 октября по 3 ноября 2022 года ТВ-3 приостановил показ мультфильмов.

## Кинопроекты
Телеканал «ТВ-3» участвовал в съёмке и продвижении некоторых российских фильмов:
- «Чернобыль: Зона отчуждения. Финал» (2019)
- «Аванпост» (2020)

## Критика
В 2011 году Учёный совет Государственного астрономического института (ГАИШ) опубликовал заявление, в котором призвал российских учёных не давать интервью телеканалам «ТВ-3» и «РЕН ТВ» в связи с изобилием на указанных каналах телепередач лженаучного характера, часто формирующихся «путём бессовестной компиляции различных частей научных передач с участием ученых-профессионалов с нанизыванием на эти научные части бредовых измышлений продюсеров и журналистов».
В заявлении, в частности, отмечалось:
«Мы, учёные ГАИШ, профессора и преподаватели Астрономического отделения физического факультета МГУ, выражаем своё возмущение и протест против грязных и бесстыдных методов работы некоторых СМИ, особенно телеканалов „ТВ-3“ и „РЕН-ТВ“. Программы этих каналов изобилуют телепередачами лженаучного содержания, которые одурачивают население страны».
Академик РАН А. М. Черепащук утверждает, что формирование передач таким образом является нарушением законодательства об авторском праве и наносит моральный ущерб учёным, предоставившим интервью.
В 2015 году канал занял третье место по итогам голосования на вручение антипремии за самый вредный лженаучный проект, учреждённой министерством образования и науки РФ. Мотивировка номинации: «Телеканал, который открыто позиционируется как „первый мистический“, ведёт активную пропаганду суеверий, эзотерики, лженауки и паранормальных верований».

## Руководство

### Генеральные директора
- Тимоти МакДональд (1997—2007)[75]
- Александр Карпов (2007—2011)[76][77]
- Дарья Легони-Фиалко (2011—2016)[78]

### Директора
- Дарья Легони-Фиалко (январь—август 2016)[79]
- Екатерина Дунаева (сентябрь—декабрь 2016)[80]
- Валерий Федорович (с 5 декабря 2016 по 31 декабря 2021 года[81])
- Лили Шерозия (с 1 января 2022[82] по 30 июня 2023 года[83][84])

### Заместитель директора
- Александр Пурцеладзе (с 10 января 2022 по 5 июля 2024 года)

### Генеральные продюсеры
- Юрий Немыкин (2003—2005)[85]
- Андрей Антонов (2005—2007)
- Сергей Спиридонов (2007—2013)[86]
- Екатерина Андриенко (2013—2016)
- Евгений Никишов (с 5 декабря 2016[87] по 31 декабря 2021 года[88])
- Константин Обухов (со 2 марта 2023 года[89])